# ムリロ・ゴウベイア
ムリロ・ゴウベイア（Murilo Gouvea , 1988年9月15日 - ）は、ブラジル・サンパウロ出身のプロ野球選手（投手）。

## 経歴

### プロ入りとホワイトソックス傘下時代
2007年に、シカゴ・ホワイトソックスとマイナー契約を結んだ。この年は、傘下ルーキーリーグのドミニカン・サマーリーグ・ホワイトソックスで14試合(8試合に先発)登板し、3勝5敗、防御率4.33を記録した。
2008年は、傘下ルーキーリーグのブリストル・ホワイトソックスで開幕を迎えた。この年は、12試合(5試合で先発)登板し、4勝1敗、防御率7.28を記録した。
2009年は、傘下Aのカナポリス・インティミデイターズで開幕を迎えた。ここでは、1試合に登板した。

### アストロズ傘下時代
2009年シーズン途中に、ヒューストン・アストロズへ移籍した。傘下アドバンスルーキーリーグのグリーンビル・アストロズへ異動された。ここでは、9試合に登板し、1勝2敗、防御率3.77を記録した。
2010年は、傘下ショートシーズンAのトリシティバレー・キャッツで開幕を迎えた。この年は、18試合(4試合で先発)登板し、1勝3敗、防御率6.30を記録した。
2011年は、前年同様に傘下ショートシーズンAのトリシティバレー・キャッツで開幕を迎えた。ここでは、1試合に先発登板した。その後、傘下Aのレキシントン・レジェンズへ昇格した。ここでは、30試合(1試合で先発)登板し、1勝3敗、防御率3.98を記録した。
2012年は、傘下Aのレキシントン・レジェンズで開幕を迎えた。この年は、50試合に登板し、2勝7敗、防御率3.71を記録した。また、11月には、第3回WBC予選のブラジル代表に選出された。
2013年は、開幕前に第3回WBC本戦のブラジル代表に選出された。ゲーム1の日本戦では、2番手で登板している。ゲーム5の中国戦で失点してしまい、それが決勝点となったため、負け投手となってしまった。大会後に右肘の捻挫を起こし、レギュラーシーズンは全休する。
2014年はトミー・ジョン手術を受け全休。
2015年6月6日に解雇となる。